# Astichus mirissimus
Astichus mirissimus är en stekelart som först beskrevs av Girault 1933.  Astichus mirissimus ingår i släktet Astichus och familjen finglanssteklar. Inga underarter finns listade.